# Пулковская обсерватория
Пу́лковская обсерватория (ГАО РАН) — основная астрономическая обсерватория Российской академии наук. Открыта 7 (19) августа 1839 года. Располагается в 19 км к югу от центра Санкт-Петербурга на местности Пулково на Пулковских высотах (Пулковской горе).
Научная деятельность обсерватории охватывает практически все приоритетные направления фундаментальных исследований современной астрономии: небесная механика и звёздная динамика, астрометрия (геометрические и кинематические параметры Вселенной), Солнце и солнечно-земные связи, физика и эволюция звёзд, внегалактическая астрономия, аппаратура и методика астрономических наблюдений.
В штате обсерватории по состоянию на 2020 год состоят 263 человека, в том числе 98 научных сотрудников, из них 47 кандидатов и 25 докторов наук.
У обсерватории есть одна действующая наблюдательная станция — Кисловодская горная астрономическая станция, а также два телескопа, работающих на территории других астрономических обсерваторий: метровый телескоп АЗТ-24 (производство ЛОМО, Санкт-Петербург), установленный на наблюдательной станции Кампо-Императоре, принадлежащей Римской обсерватории, и 40-сантиметровый телескоп MEADE LX-200, установленный на территории обсерватории «Светлое», принадлежащей Институту прикладной астрономии РАН.
С 1990 года обсерватория входит в состав охраняемого ЮНЕСКО объекта «Исторический центр Санкт-Петербурга и связанные с ним комплексы памятников», в том числе, кладбище Пулковской обсерватории. Указом Президента Российской Федерации № 275 от 2 апреля 1997 года Пулковская обсерватория включена в Государственный свод особо ценных объектов культурного наследия народов Российской Федерации.
5 июня 2018 года Президиум РАН постановил перенести в течение 5 лет астрономические наблюдения из Пулково на другие наблюдательные базы, расположенные в более благоприятных астроклиматических условиях. По другим сведениям, это решение принято под давлением застройщиков, которые строят в окрестностях жилой комплекс.

## Основные инструменты
- 26-дюймовый рефрактор (диаметр D = 650 мм, фокусное расстояние F = 10 413 мм). Установлен в 1954 году[6].
- Большой пулковский радиотелескоп (БПР), прообраз крупнейшего в мире радиотелескопа РАТАН-600[7]. Построен в 1956 году.
- Горизонтальный солнечный телескоп (АЦУ-5) (D = 44,0 см, фокус Ньютона F = 17,5 м, фокус Кассегрена F = 64 м). Установлен в 1965 году. Один из крупнейших солнечных телескопов в Европе.
- Нормальный астрограф (фотографический телескоп D = 330 мм, F = 3467 мм, гид D = 250 мм, F = 3650 мм). Изготовлен братьями Полем и Проспером Анри в 1885 году, установлен в Пулковской обсерватории в 1893 году.
- Зенит-телескоп Фрейберга-Кондратьева (ЗТФ-135) (D = 135 мм, F = 1760 мм).
- Зеркальный астрограф ЗА-320М (D = 300 мм, F = 3200 мм, поле зрения 27’×27′). Введён в строй в 1997 году.
- Пулковский меридианный автоматический горизонтальный инструмент им. Л. А. Сухарева (МАГИС).
- Метровый зеркальный телескоп Сатурн[8][9], в прошлом — стратосферный[10].

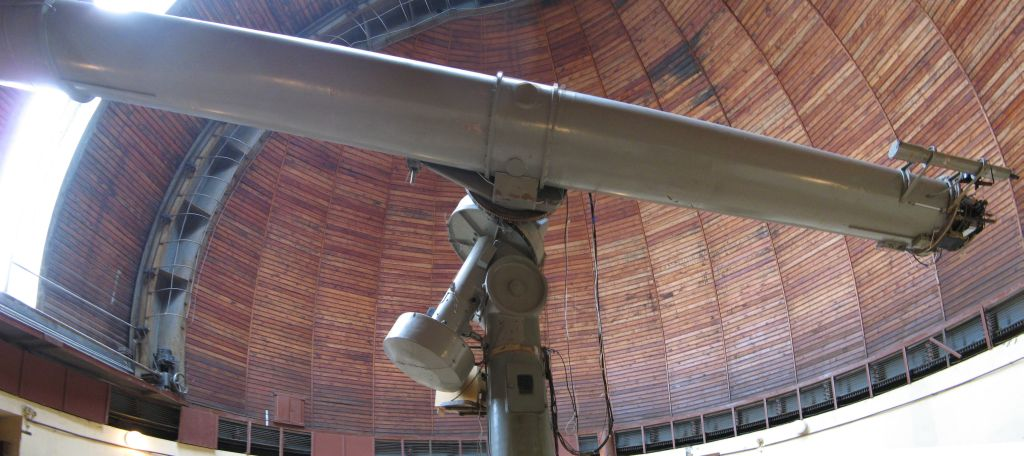
26-дюймовый рефрактор Пулковской обсерватории
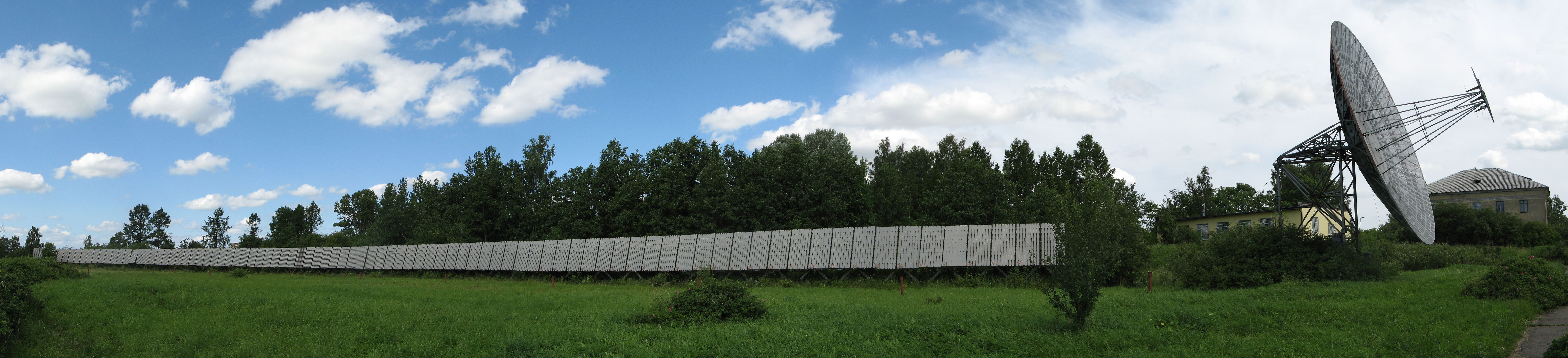
Большой пулковский радиотелескоп

## История

### XIX век

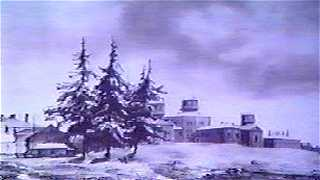
Пулковская обсерватория, декабрь 1839 года

Самой крупной обсерваторией России в первой четверти XIX века оставалась Академическая обсерватория в Санкт-Петербурге. Однако уже в конце XVIII века появилось предложение перенести обсерваторию за границы быстро растущей столицы, в место, более подходящее для точных астрономических наблюдений. В 1827 году Петербургская академия наук приняла решение о создании новой астрономической обсерватории. Это решение было одобрено Николаем I.
Назначенная специальная комиссия остановила выбор на вершине Пулковской горы, указанной императором Николаем I и лежащей к югу от столицы, в 14 верстах от Московской заставы, на высоте 248 футов (75 метров) над уровнем моря. Для разработки подробного проекта новой обсерватории в 1833 году образован комитет из академиков Вишневского, Паррота, Струве и Фусса, под председательством адмирала А. С. Грейга, уже соорудившего за несколько лет до этого обсерватории в Николаеве. Проект здания и само его осуществление были поручены архитектору А. П. Брюллову, а инструменты были заказаны в Мюнхене Эртелю, Рейхенбаху, Мерцу и Малеру, и в Гамбурге братьям Репсольд. Закладка обсерватории состоялась 21 июня (3 июля) 1835 года, а торжественное освящение оконченных зданий — 7 (19) августа 1839 года. Общая стоимость сооружения достигла 2 100 500 руб. ассигнациями, включая сюда 40 000 руб. ассигнациями, выданных государственным крестьянам, имевшим свои усадебные места на отчуждённом под обсерваторию участке в 20 десятин. Первоначально было построено здание обсерватории с тремя башнями и два дома для проживания астрономов.
Первым директором стал Василий Яковлевич Струве, позднее на этом посту его сменил сын Отто Васильевич Струве. На момент открытия обсерватории (1839) её штат состоял из 7 человек, в том числе директор и 4 астронома. В 1857 году её штат был увеличен до 13 человек, в том числе: директор, вице-директор, 4 старших и 2 адъюнкт-астронома, учёный секретарь, 2 вычислителя. Кроме того, занимались исследованиями неопределённое число сверхштатных астрономов, обыкновенно из молодых людей, окончивших курс университета и готовящихся посвятить себя астрономии.
В обсерватории наряду с астрометрическими инструментами находился самый большой на тот момент в мире рефрактор Мерца и Малера с диаметром объектива 38 сантиметров.
Основным направлением работ в обсерватории в то время было определение положения звёзд в пространстве и вычисление таких астрономических параметров, как прецессия и нутация Земли, аберрация и преломление в атмосфере, а также поиск и исследование двойных звёзд. В обсерватории также производились географические исследования территории России, она использовалась для развития средств навигации. В ней были составлены довольно точные каталоги звёздного неба, содержавшие координаты сначала 374, а потом и 558 звёзд для эпох 1845, 1865, 1885, 1905, 1930 и 1955 годов. Эти каталоги были надёжнее и точнее, чем каталоги Гринвича, Лейпцига и Лейдена.
С 1844 года в Российской империи в качестве точки отсчёта географической долготы использовался проходящий через центр Главного здания обсерватории Пулковский меридиан.

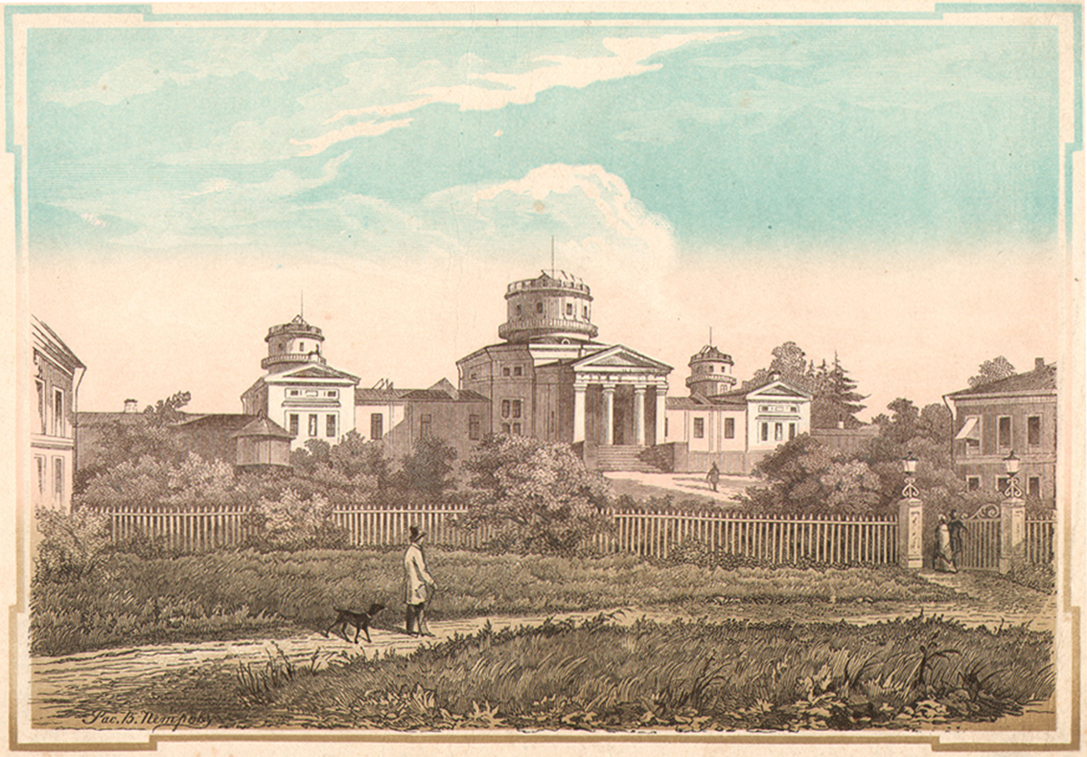
Пулковская обсерватория в 1855 году

К 50-й годовщине основания в обсерватории была дополнительно создана астрофизическая лаборатория и установлен самый большой на тот момент в мире 76-сантиметровый телескоп-рефрактор Репсольда, построенный фирмой Элвина Кларка. Астрофизические исследования получили существенный импульс после назначения директором обсерватории Фёдора Александровича Бредихина в 1890 году и перевода из Московской обсерватории Аристарха Аполлоновича Белопольского, эксперта в области звёздной спектроскопии и исследований Солнца.
Во второй половине XIX века в Лиссабоне строилась обсерватория по образу и подобию Пулковской обсерватории, её сотрудники проходили стажировку в Пулково, а главным консультантом в создании Португальской обсерватории был Василий Яковлевич Струве.
В 1893 году в обсерватории был установлен нормальный астрограф, сохранившийся до настоящего времени.
Обсерватория участвовала в геодезических работах, таких как измерение градусов дуг меридианов от Дуная до Северного Ледовитого океана (до 1851 года), а также производила триангуляцию Шпицбергена в 1899—1901 годах. Пулковский меридиан, проходящий через центр главного здания обсерватории и расположенный в 30°19,6' к востоку от Гринвича, ранее был точкой отсчёта для всех географических карт России. Пулковское шоссе и Московский проспект проходят приблизительно по Пулковскому меридиану. Все корабли России отсчитывали свою долготу от Пулковского меридиана, пока в 1884 году за нуль-пункт отсчёта долгот на всём земном шаре не был принят меридиан, проходящий через ось пассажного инструмента Гринвичской обсерватории (нулевой или Гринвичский меридиан).
Для наблюдения южных звёзд, недоступных на широте обсерватории, учёные организовали два филиала. Один из них — астрофизическая станция в Крыму близ посёлка Симеиз (Симеизская обсерватория), организованная на основе частной обсерватории, переданной Пулковской обсерватории астрономом-любителем Н. С. Мальцовым в 1908 году.
Вторым филиалом была астрометрическая станция в Николаеве — бывшая обсерватория Морского министерства Российской империи, ныне это Николаевская астрономическая обсерватория.

### XX век
В честь Пулковской обсерватории назван астероид (762) Пулкова, открытый Григорием Неуйминым 9 марта 1913 года в Симеизской обсерватории, являющейся отделением Пулковской обсерватории.
В 1923 году в обсерватории был установлен большой спектрограф Литроу, а в 1940 году — горизонтальный солнечный телескоп, изготовленный на ленинградской фабрике.
После получения астрографа в 1894 году, обсерватория начала работу также в области астрофотографии. В 1927 году оборудование обсерватории пополняется зональным астрографом, с помощью которого русские астрономы смогли каталогизировать звёзды околополярной области неба. Регулярное наблюдение передвижений полюса мира началось с изготовления зенитного телескопа в 1904 году. В 1920 обсерватория также начала передавать по радио сигналы точного времени.
12 октября 1926 года при Главной астрономической обсерватории в Пулкове было учреждено бюро долгот.
Обсерватория серьёзно пострадала во время сталинских репрессий, когда многие пулковские астрономы, включая директора обсерватории Б. П. Герасимовича, были арестованы по обвинению в участии в «фашистской троцкистско-зиновьевской террористической организации» (т. н. «пулковское дело») и казнены в конце 1930-х годов.
С самого начала Великой Отечественной войны обсерватория стала целью немецких воздушных рейдов и артиллерийских бомбардировок. Все здания были полностью разрушены, но основную часть оборудования удалось спасти, включая линзу знаменитого 30-дюймового рефрактора, равно как и значительную часть уникальной библиотеки важных работ с XV по XIX век.
Во время войны часть сотрудников Пулковской обсерватории ушла на фронт, другие были эвакуированы в Ташкент (где они жили и работали при Ташкентской обсерватории) и Алма-Ату, где в результате в октябре 1941 года был основан Институт астрономии и физики Казахстанского филиала АН СССР. После окончания войны астрономы вновь приступили к работе во временно выделенном им правом крыле здания ленинградского Арктического института на Фонтанке, 38. Но ещё до окончания войны было принято решение о восстановлении обсерватории на старом месте. В 1946 году место на Пулковском холме было расчищено и там началось возведение основных построек. Восстановление зданий обсерватории происходило под руководством архитектора А. В. Щусева по архивным проектам А. П. Брюллова. В 1947 году в разгар восстановительных работ, директором обсерватории был назначен А. А. Михайлов, состоялись первые послевоенные астрономические наблюдения на двух инструментах. Разрушенные инструменты не удалось заказать в США, поэтому их изготовлением занялись заводы и институты Ленинграда, имевшие небольшой предвоенный опыт производства различных телескопов. Мастерские обсерватории также принимали участие в восстановлении старых инструментов. Силами оптиков и механиков обсерватории были созданы новые инструменты оригинальной конструкции: полярная труба конструкции А. А. Михайлова, горизонтальный меридианный круг Л. А. Сухарева, внезатменный коронограф системы Калиняка-Прокофьевой для Горной станции в Кисловодске и другие приборы.
В мае 1954 года обсерватория была вновь открыта. При этом удалось не только восстановить её довоенную функциональность, но также существенно расширить число используемых измерительных инструментов и круг задействованных в работе обсерватории специалистов; было представлено множество новых направлений исследований. Дополнительно были основаны такие новые отделения, как радиоастрономическое отделение (впоследствии ставшее Санкт-Петербургским филиалом САО РАН) и отделение по изготовлению инструментов (с собственной оптической и механической мастерской) под руководством Д. Д. Максутова. Все сохранившиеся инструменты были восстановлены, модернизированы и вновь установлены в обсерватории. Здесь также был помещён новый 26-дюймовый телескоп-рефрактор, фотографический полярный телескоп, большой зенитный телескоп, звёздный интерферометр, два солнечных телескопа, коронограф, большой радиотелескоп (первый в мире радиотелескоп высокого разрешения в сантиметровом диапазоне волн) и все виды лабораторного оборудования.
Симеизский филиал Пулковской обсерватории стал частью Крымской астрофизической обсерватории РАН в 1945 году. Специалистами из обсерватории была также создана Кисловодская горная астрономическая станция и лаборатория в Благовещенске (Благовещенская широтная станция). Обсерватория организовала множество экспедиций для определения разностей в широте, наблюдения Венеры и солнечных затмений, изучения астроклимата. В 1962—1972 годах успешно работала экспедиция Пулковской обсерватории в Чили (Астрономическая станция Серро-Эль-Робле), проводя наблюдения объектов, доступных для обзора только в южном полушарии. В 1980-х годах обсерватория участвовала в советской программе по наблюдению кометы Галлея.

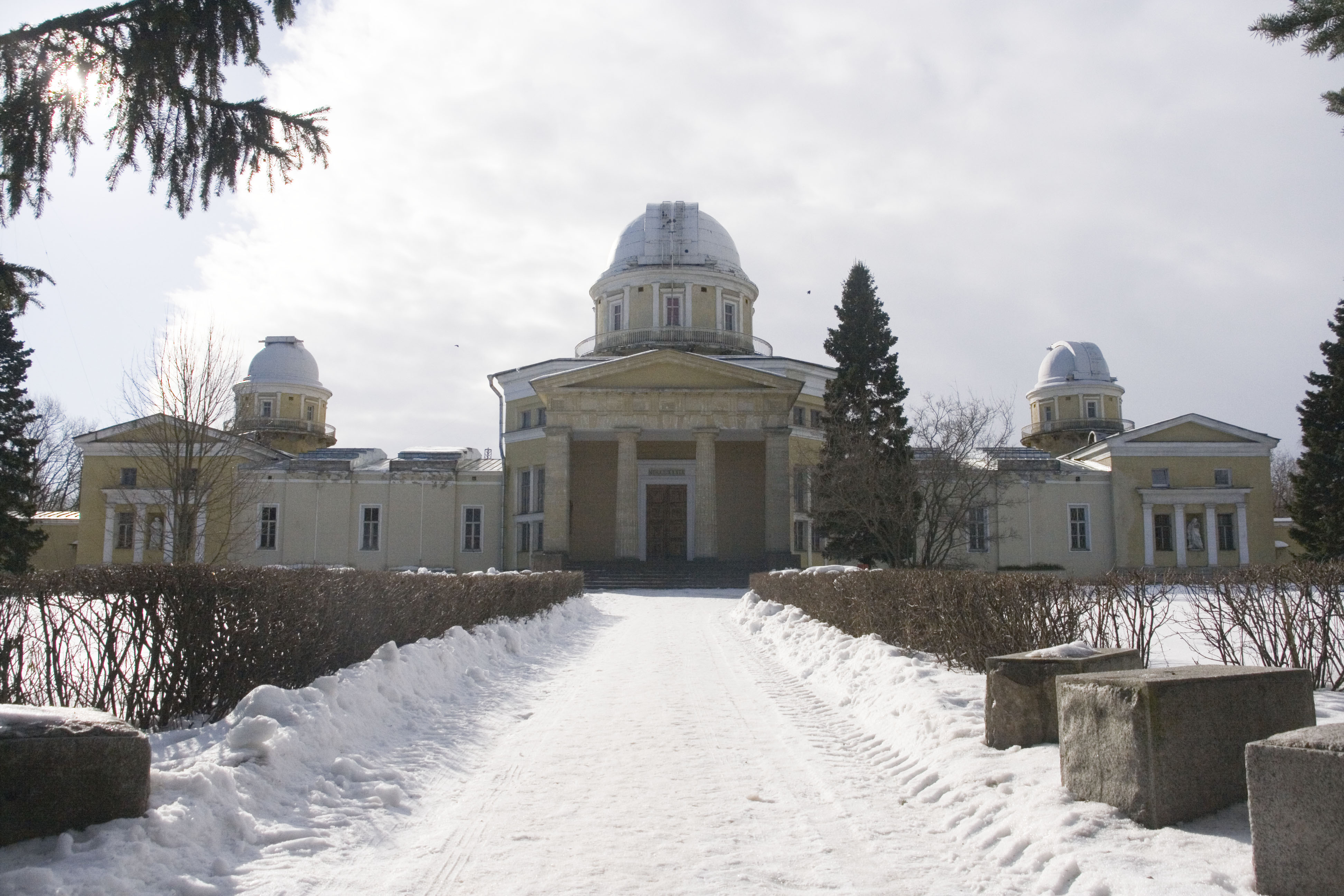
Главный корпус обсерватории
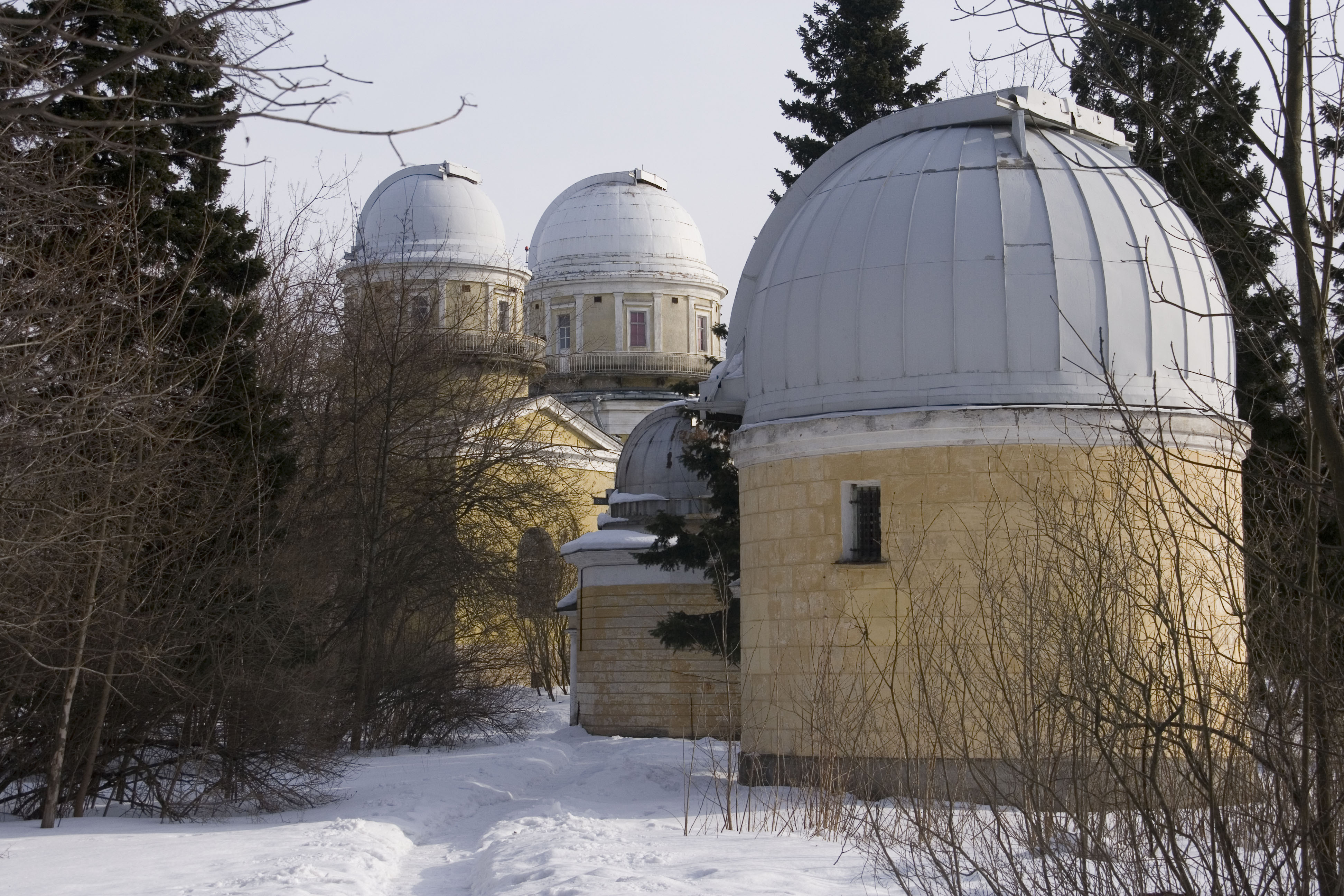
Павильоны обсерватории
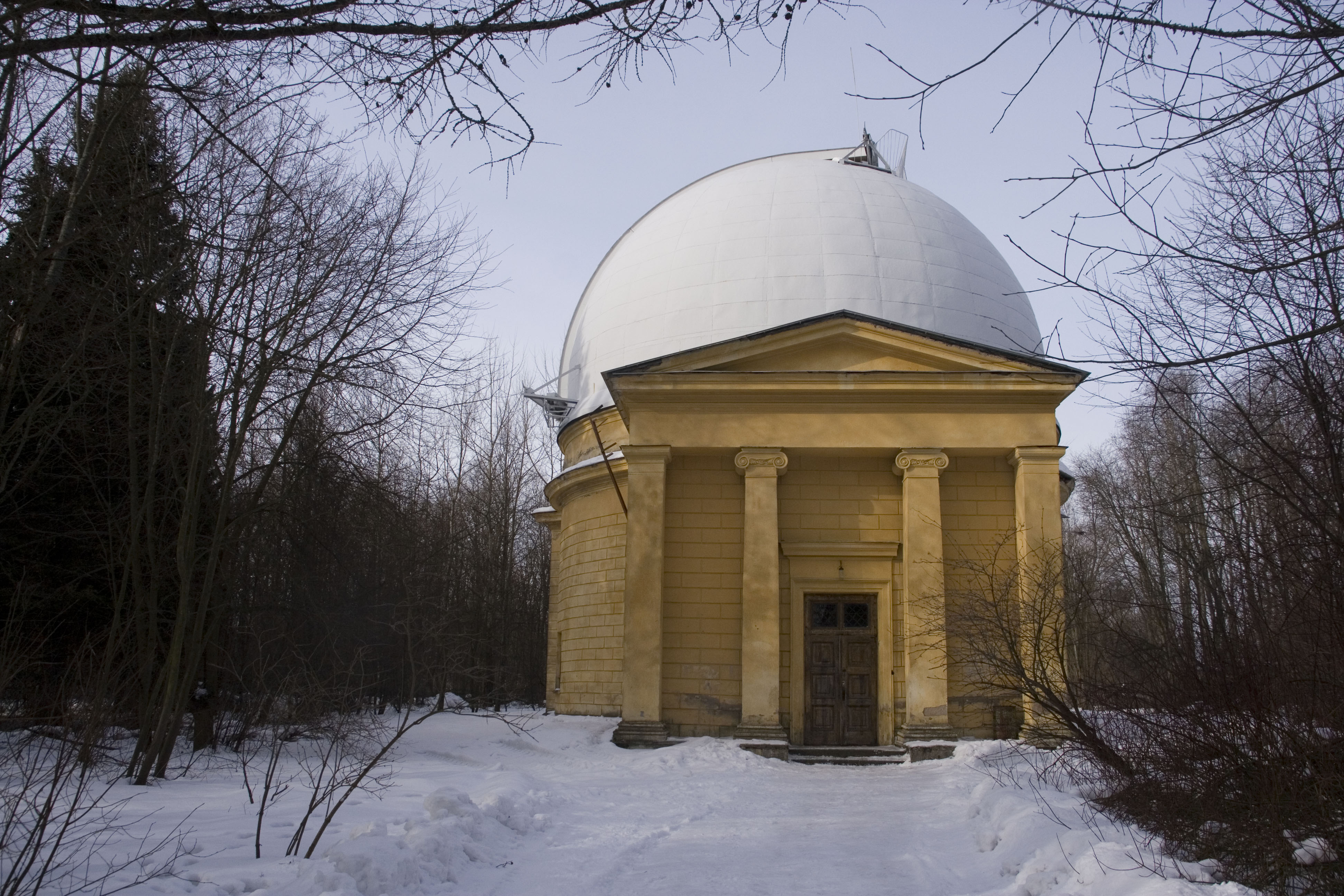
Павильон Большого пулковского рефрактора
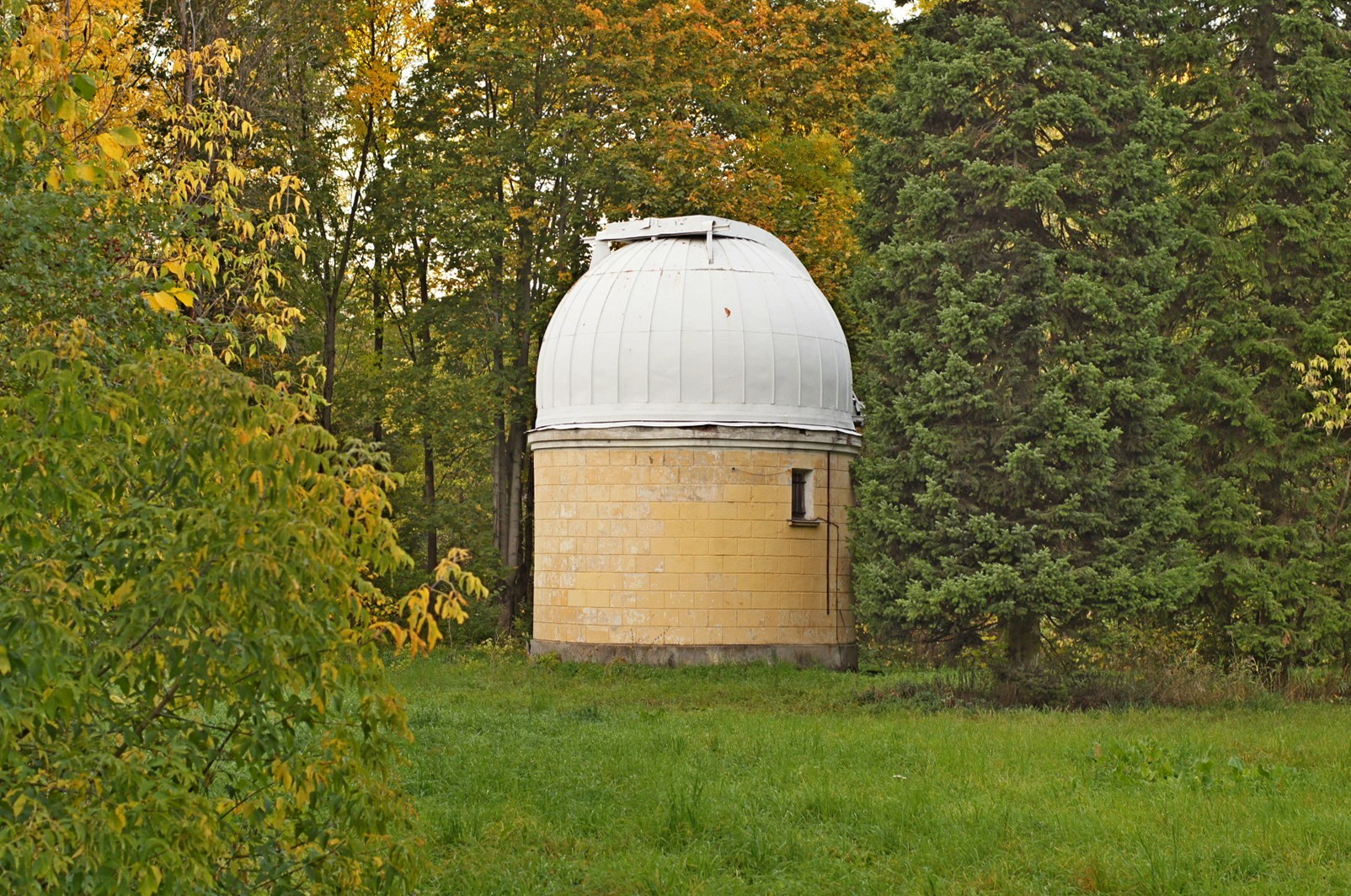
Башня нормального астрографа
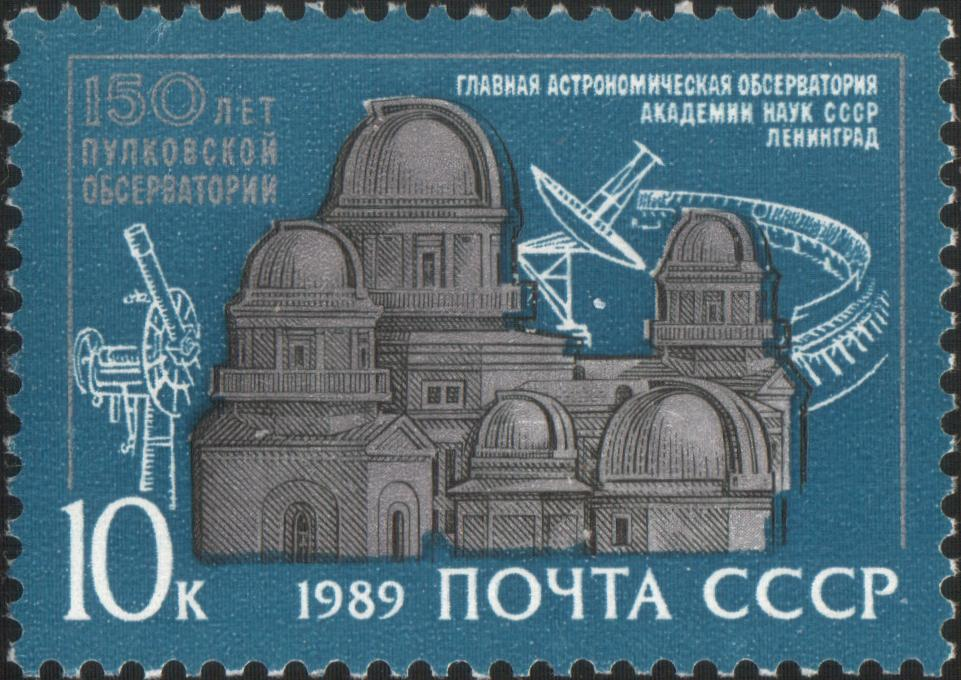
Почтовая марка СССР, 1989 год
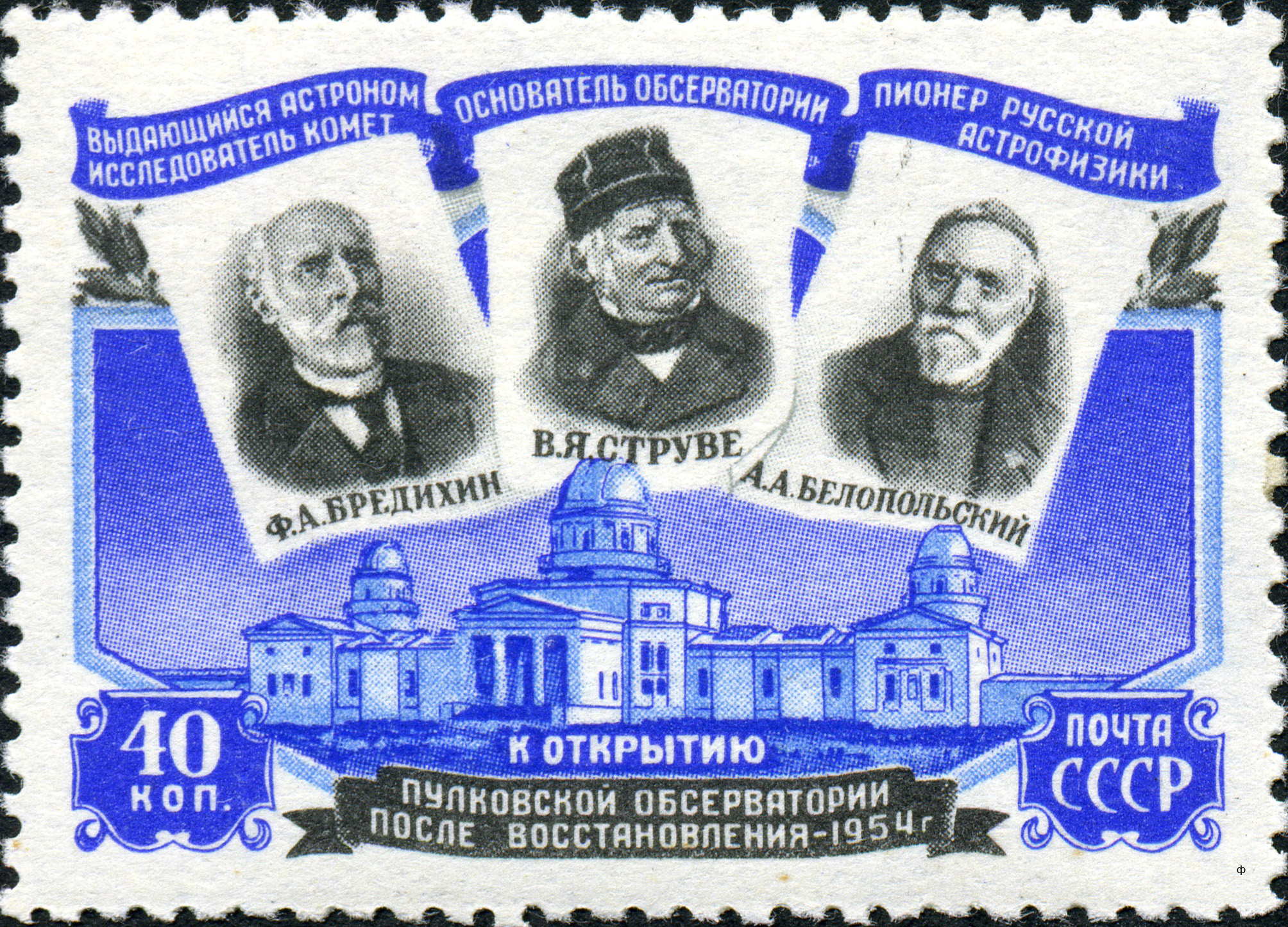
Марка СССР, посвящённая открытию восстановленной после войны Пулковской обсерватории. На ней изображено здание обсерватории и портреты её известных сотрудников: Ф. А. Бредихина, В. Я. Струве и А. А. Белопольского, 1954 год

## Защитная парковая зона
В 1945 году в радиусе 3 км вокруг обсерватории была установлена защитная парковая зона — с запрещением промышленного и крупного жилищного строительства «и с согласованием всякого строительства в этой зоне с дирекцией Пулковской обсерватории».

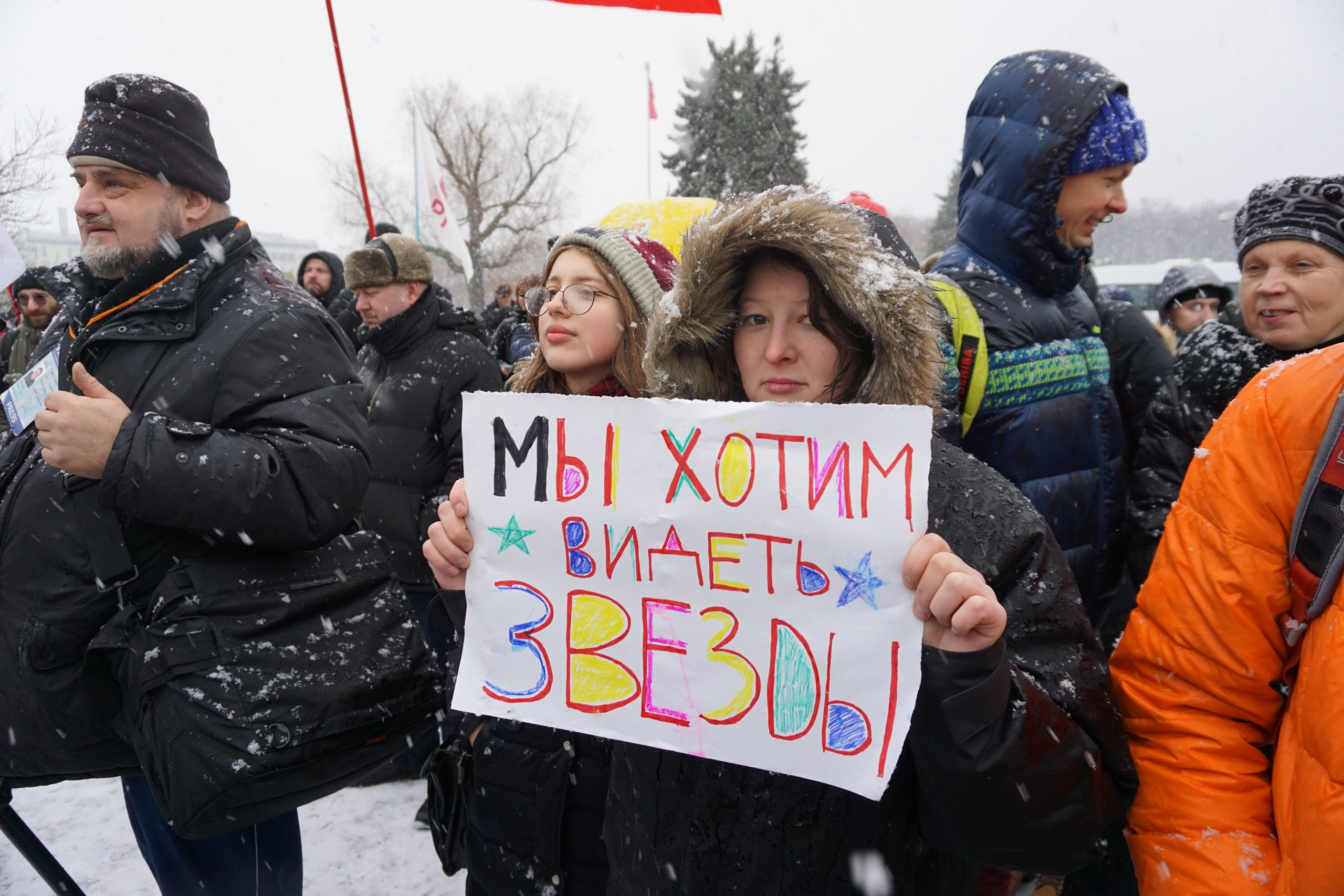
Митинг за сохранение Пулковской обсерватории на Марсовом поле. 22 января 2017 года

В 2006 году петербургская архитектурная мастерская Т. А. Славиной, проведя культурно-историческую экспертизу для нового генерального плана, предложила перенести обсерваторию в горную часть Кольского полуострова «по причинам урбанистического характера».

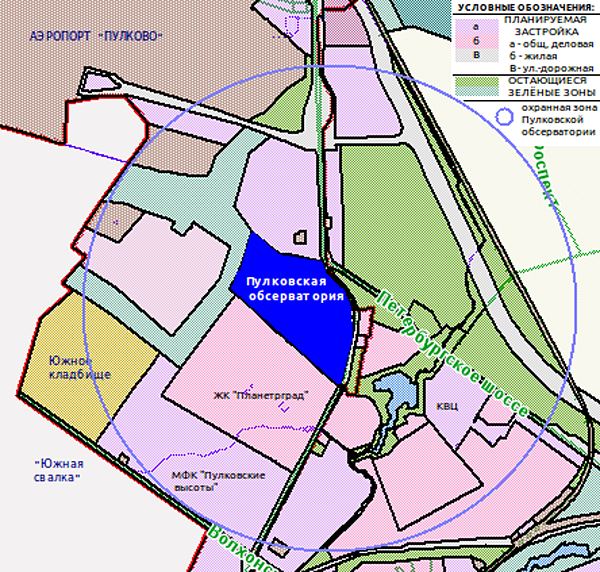
Иллюстрация, показывающая крупномасштабные планы по застройке охранной зоны ГАО РАН (по состоянию на конец 2011 года). Розовым и серым цветом показана планируемая застройка, зелёным — остающиеся зелёные зоны.

Приложение к городскому закону о правилах землепользования и застройки 2009 года указывало, что на территории защитной зоны запрещается любое капитальное строительство, которое нарушает требования обеспечения экологических условий для действия высокочувствительной аппаратуры, соблюдения астроклимата. Соблюдение ограничений при размещении объектов капитального строительства должно быть подтверждено согласованием Пулковской обсерватории.
В январе 2016 года Обсерватория подала заявку на публичные слушания с просьбой прописать конкретные параметры для объектов в защитной зоне обсерватории. По мнению учёных, «если её примут, застройщики будут чётко понимать критерии для реализации проектов. А мы сможем отстаивать свои права, основываясь на градостроительном документе» Иначе действующее учреждение просто потеряет половину исследовательских программ.
Весной 2016 года исполняющий обязанности директора ГАО РАН Юрий Наговицын категорически опроверг информацию о том, что Пулковская (Главная астрономическая) обсерватория готовит проект «развития» собственной территории, с фактической застройкой её части. В интервью Юрий Наговицын также сообщил, что около месяца назад ему на подпись принесли договор о содружестве между мастерской В. А. Гаврилова и ГАО РАН, в котором прописывалось, что члены мастерской смогут беспрепятственно присутствовать на заседаниях рабочей группы Учёного совета ГАО РАН по астроклимату (и, следовательно, как отметил руководитель обсерватории, влиять на решения этого органа). Договор не был подписан. Юрий Наговицын подчеркнул, что мастерская Гаврилова не сотрудничает с обсерваторией, ни в каких областях.

## Библиотека Пулковской обсерватории
Библиотека Пулковской обсерватории содержит множество книг по астрономии, включая инкунабулы XV века. Во время Великой Отечественной войны погибло 3/4 фонда библиотеки. 5 февраля 1997 года в библиотеке произошёл пожар, от которого пострадало приблизительно 15 тыс. единиц хранения.

## Движение за сохранение Пулковской обсерватории
В декабре 2016 года СМИ стало известно о том, что 24 октября 2016 года новый директор ГАО Назар Ихсанов выдал, в обход регламента ГАО, согласование на размещение объекта капитального строительства в трёхкилометровой защитной зоне Пулковской обсерватории. Часть научного коллектива ГАО резко выступила против застройки защитной парковой зоны. Ситуация попала в поле зрения научной интеллигенции, градозащитников Петербурга, следственного комитета и прокуратуры. В январе 2017 года Федеральное агентство научных организаций (ФАНО) высказалось о данном согласовании как о незаконном. В начале марта 2017 года обсерваторию посетила рабочая группа РАН, чтобы разобраться, помешает ли астрономическим наблюдениям строительство в трёхкилометровой охранной зоне.
5 июня 2018 года Президиум РАН в Постановлении № 110 счёл целесообразным провести постепенный (в течение 5 лет) перевод астрономических наблюдений по программе фундаментальных научных исследований, осуществляемых Федеральным государственным бюджетным учреждением науки Главной (Пулковской) астрономической обсерваторией Российской академии наук (ГАО РАН), из Санкт-Петербурга на другие наблюдательный базы ГАО РАН, расположенные в более благоприятных астроклиматических условиях. В декабре 2018 года городской суд признали законным строительство ЖК «Планетоград» у Пулковской обсерватории.
В марте 2019 года на рабочей встрече врио губернатора Санкт-Петербурга Александра Беглова и председателя совета директоров «Сэтл Групп» было решено в пять раз сократить проект строительства жилого комплекса.

## Директора Пулковской обсерватории
1. 1839—1862: Струве Василий Яковлевич.
2. 1862—1889: Струве Отто Васильевич.
3. 1890—1895: Бредихин Фёдор Александрович.
4. 1895—1916: Баклунд Оскар Андреевич.
5. 1916—1919: Белопольский Аристарх Аполлонович.
6. 1919—1930: Иванов Александр Александрович.
7. 1930—1933: Дрозд, Антон Донатович.
8. 1933—1937: Герасимович Борис Петрович.
9. 1937—1944: Белявский Сергей Иванович.
10. 1941—1942: Дейч Александр Николаевич (и. о.).
11. 1944—1946: Неуймин Григорий Николаевич.
12. 1947—1964: Михайлов Александр Александрович.
13. 1964—1979: Крат Владимир Алексеевич.
14. 1979—1982: Тавастшерна Кирилл Николаевич (и. о.).
15. 1983—2000: Абалакин Виктор Кузьмич.
16. 2000—2015: Степанов Александр Владимирович.
17. 2015—2016: Наговицын Юрий Анатольевич (и. о.).
18. С 2016: Ихсанов Назар Робертович.

## Известные сотрудники Пулковской обсерватории
- Амбарцумян, Виктор Амазаспович,
- Зверев, Митрофан Степанович,
- Козырев, Николай Александрович,
- Максутов, Дмитрий Дмитриевич,
- Пономарёв, Николай Георгиевич,
- Стругацкий, Борис Натанович,
- Тихов, Гавриил Адрианович.

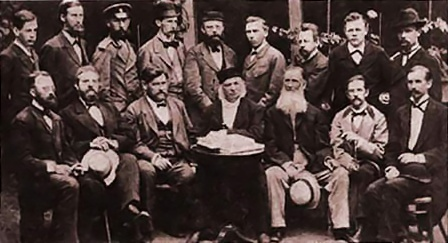
Сотрудники и стажёры Пулковской обсерватории (середина 1880-х годов). Стоят (слева направо): А. М. Жданов, Я. М. Зейбот, Н. Я. Цингер, Г. О. Струве, Г. Я. Ромберг, Ф. Ф. Витрам, Э. Э. Линдеман, Л. О. Струве, В. В. Гербст; сидят (слева направо): Р. Р. Лазаревич-Шепелевич, М. О. Нюрен, А. Ф. Вагнер, О. В. Струве, В. К. Дёллен, Гассельберг, Клас Бернгард, О. А. Баклунд.

см. также категорию Сотрудники Пулковской обсерватории